# Гаитянская кухня

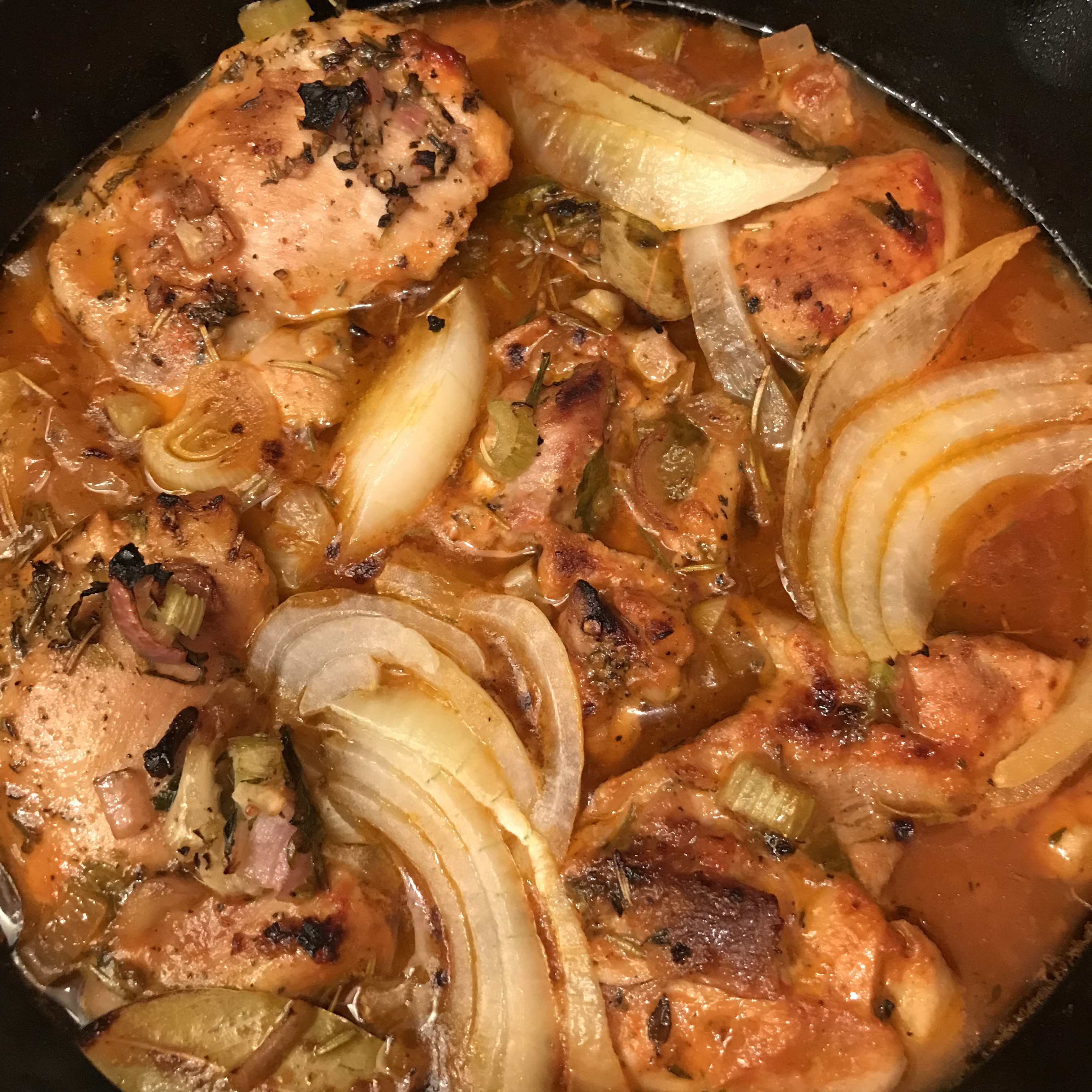
Poul an sòs (курица в соусе)

Гаитя́нская ку́хня (фр. Cuisine haïtienne) — совокупность кулинарных традиций и обычаев Гаити. Это креольская кухня, которая берет свое начало в сочетании нескольких кулинарных стилей, населявших западную часть острова Гаити, а именно африканского, французского, коренного таино, испанского и арабского влияний. Гаитянская кухня сравнима с кулинарией «criollo» (по-испански 'креольский') и похожа на кухню остальной части Латинского Карибского бассейна, но несколько отличается от своих региональных аналогов.
Ароматы имеют смелую и пряную природу, демонстрирующую африканское и французское влияние, с заметными производными от коренных таино и испанских методов.
Левантийские влияния проникли в основную культуру из-за арабской миграции за эти годы, основавшей множество предприятий. Годы адаптации привели к тому, что эти кухни слились в гаитянскую кухню.

## История

### Доколониальная кухня
Гаити был одним из многих Карибских островов, населенных коренными жителями таино, говорящими на аравакском языке, называемом таино. Барбекю (или BBQ) возникло на Гаити. Слово «барбекю» происходит от слова barabicu, которое встречается в языке народа таино на Карибах и Тимукуа во Флориде, и вошло в европейские языки в форме barbacoa. В частности, Оксфордский словарь английского языка переводит это слово как «каркас из палочек, установленных на столбах». Гонсало Фернандес де Овьедо, испанский исследователь, был первым, кто использовал слово «barbecoa» в печати в Испании в 1526 году в Diccionario de la Lengua Española (2-е издание) Королевской испанской академии. После того, как Колумб высадился в Америке в 1492 году, испанцы, по-видимому, обнаружили, что коренные гаитяне жарят мясо животных на гриле, состоящем из деревянного каркаса, опирающегося на палки, и огня, разведённого под ним, чтобы пламя и дым поднимались и обволакивали мясо животных, придавая ему определенный аромат. Как ни странно, та же самая структура использовалась в качестве средства защиты от диких животных, которые могут напасть посреди ночи во время сна. Барбекю не только сохранилось в гаитянской кухне, но и распространилось во многие части мира и имеет множество региональных разновидностей.

### Колониальная кухня
Христофор Колумб высадился в Môle Saint-Nicolas 5 декабря 1492 года и заявил права на остров, который он назвал La Isla Espanola (позже названный Эспаньолой) для Испании. Испанцы основали сахарные плантации и заставляли туземцев работать в качестве рабов, однако суровые условия и инфекционные заболевания, принесенные испанскими моряками, почти уничтожили коренное население к 1520 году, поскольку у туземцев не было иммунитета к этим новым болезням. Испанцам пришлось импортировать рабов из Африки для работы на этих плантациях вместо этого. Африканцы ввели в рацион бамию (также называемую gumbo; съедобные стручки), аки (красные и желтые плоды), таро (съедобный корень), голубиный горошек (семена африканского кустарника) и различные специи. В 1659 году французы утвердились в западной части островов Эспаньола и Тортуга с помощью пиратов. Рейсвейкский договор 1697 года позволил французам приобрести западную часть острова у испанцев, которыми они пренебрегли. К 1700-м годам французы удобно расположились в регионе, успешно выращивая сахарный тростник, кофе, хлопок и какао благодаря рабскому труду африканцев. Когда Гаитянская революция закончилась и в 1804 году была создана Первая империя Гаити, тысячи беженцев от революции, как белых, так и свободных цветных людей (affranchis или gens de couleur libres), бежали в Новый Орлеан, часто приводя с собой африканских рабов, удвоив население города. Они также ввели в луизианскую креольскую кухню такие гаитянские фирменные блюда, как красная фасоль с рисом и мирлитон (или так называемый чайот; овощ грушевидной формы).
С момента обретения независимости от Франции французское влияние остается очевидным в гаитянском обществе не только в использовании языка, но и во вкладе в кухню. Французские сыры, хлеб и десерты по-прежнему распространены в местных магазинах и на рынках.

## Популярные ингредиенты

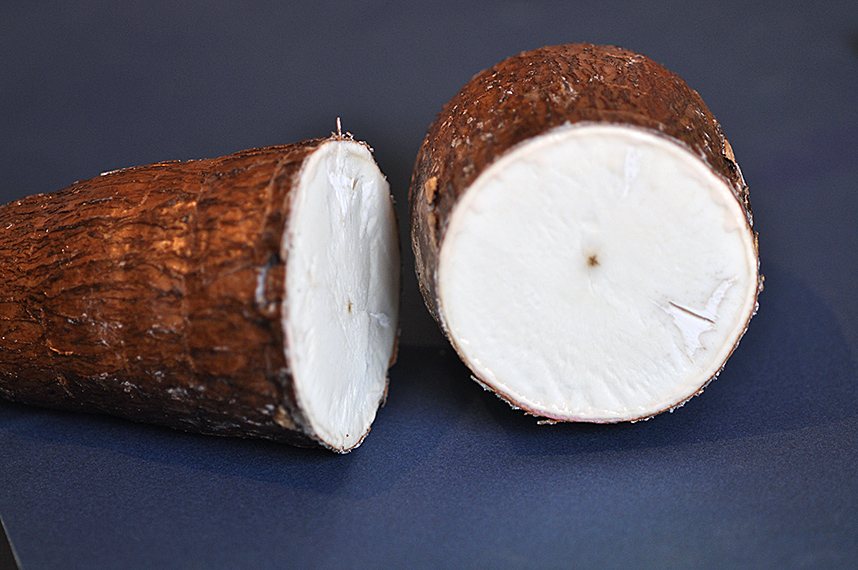
Поперечный разрез маниока

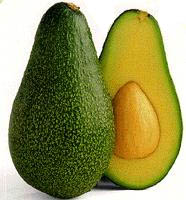
Плоды авокадо (сорт 'Fuerte'); слева: целиком, справа: в разрезе

Популярные ингредиенты для приготовления блюд включают:
- Абрикос
- Авокадо
- Базилик
- Банан
- Лавровый лист
- Говядина
- Свёкла
- Бульонный кубик
- Чёрный боб
- Чёрный перец
- Хлебное дерево
- Булгарская пшеница (местное название «blé»)
- Капуста
- Калабаса (кабачок, также называемая «Вест-Индская тыква»)
- Морковь
- Орехи кешью
- Кайенский перец
- Маниок (в местном масштабе известна как «Cassave», а в испаноязычных странах — как Yuca)
- Курятина
- Куриный бульон
- Чайот
- Бараний нут
- Лук скорода
- Корица
- Гвоздика
- Кокосовое молоко
- Кокос
- Треска
- Ракушки
- Сгущённое молоко
- Кориандр
- Кукурузный крахмал
- Коровья нога
- Крабовое мясо
- Ежевика
- Сушеная и соленая треска
- Сушеный чёрный гриб (местное название «djon-djon»)
- Баклажан
- Яйца
- Концентрированное молоко
- Имбирь
- Козлятина
- Грейпфрут
- Зеленый горошек
- Гренадин
- Молотая гвоздика
- Гуава
- Перец хабанеро
- Сельдь
- Лущёная кукуруза
- Специи для вяленья
- Фасоль (также называемая «красная фасоль»)
- Мясо омара
- Баранина
- Сало
- Лук-порей
- Лимон
- Лимская фасоль
- Маланга (также называется «accra»)
- Манго
- Пшено
- Меласса
- Гриб
- Горчица
- Лук репчатый
- Бычий хвост
- Бамия
- Папайя
- Маракуйя
- Петрушка
- Полента (вид «кукурузной муки»)
- Свинина
- Голубиный горох
- Ананас
- Фасоль пинто
- Плантан
- Испанский лайм
- Rhum
- Рис
- Розмарин
- Солонина
- Солёная рыба
- Scotch bonnet
- Лук-шалот
- Креветка
- Сметанное яблоко
- Померанец
- Шпинат
- Звездчатый анис
- Батат
- Сахарный тростник
- Сок сахарного тростника
- Тамаринд
- Корень таро
- Томатный соус
- Экстракт ванили
- Уксус
- Кресс-салат
- Ямс

## Популярные продукты
Гаитянскую кухню часто объединяют с другими региональными островами как «карибскую кухню», хотя она сохраняет свой собственный уникальный вкус. Он включает в себя широкое использование трав и обильное употребление перца. Типичным блюдом, вероятно, будет тарелка riz collé aux pois (diri kole ak pwa), представляющая собой рис с красной фасолью (также часто используются бобы пинто), покрытый маринадом в качестве соуса и увенчанный красным окунем, помидорами и луком. Его часто называют Riz National, он считается национальным рисом Гаити.
Иногда рис едят только с фасолью, но чаще всего блюдо дополняет какое-нибудь мясо. Бобовое пюре или соус pois (sos pwa) часто поливают поверх белого риса. Традиционный гаитянский соус pois менее густой, чем кубинский суп из черной фасоли. Обычно выбирают черную фасоль, за ней следуют красная фасоль, белая фасоль и даже горох. Часто едят курицу, то же самое касается козлятины (cabrit) и говядины (boeuf). Курицу часто варят в маринаде, состоящем из лимонного сока, померанца, шотландского перца, чеснока и других приправ, а затем обжаривают до хрустящей корочки.
Légume Haïtien (или просто «légume'» на Гаити) — это густое овощное рагу, состоящее из протертой смеси баклажанов, капусты, чайота, шпината, кресс-салата и других овощей в зависимости от наличия и предпочтений повара. Он приправлен перцем, луком, чесноком и томатной пастой и обычно готовится с говядиной или крабом. Légume чаще всего подается с рисом, но также можно подавать с другими крахмалом, включая mais moulin (mayi moulen), пикантной кашей из кукурузной муки, похожей на поленту или крупу), petit mil (приготовленное просо) или blé (пшеница).
Другие крахмалы, которые обычно употребляют в пищу, включают ямс, patate (ни один из них не следует путать с североамериканским бататом), картофель и плоды хлебного дерева. Их часто едят с жидким соусом, состоящим из томатной пасты, лука, специй и сушеной рыбы.
Tchaka — это сытное тушеное мясо, состоящее из лущёной кукурузы, бобов, joumou (тыквы) и мяса (часто свинины).
Boulette — это тефтели, обёрнутые в хлеб и приправленные по гаитянской моде.
Спагетти чаще всего подают на Гаити в качестве блюда на завтрак и готовят с хот-догом, сушеной сельдью и специями, подают с томатным соусом и иногда сырым кресс-салатом.

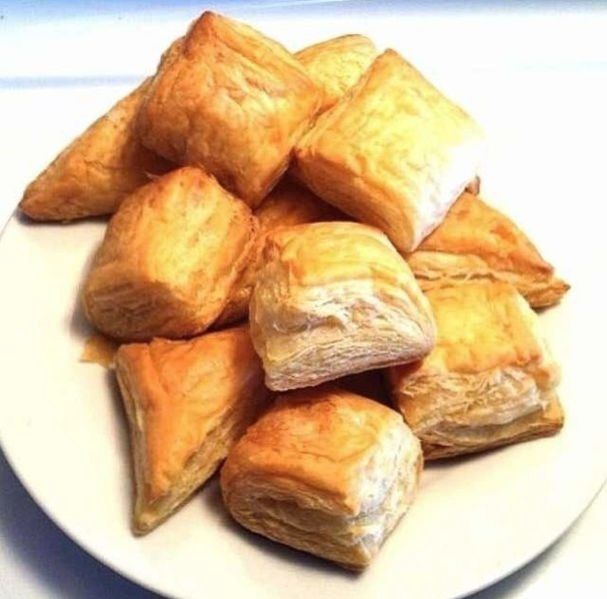
Гаитянские Patties

Одна из самых известных закусок в стране — гаитянская patty (pâté), которую готовят из говяжьего фарша, курицы, соленой трески, копченой сельди и фарша из индейки, окруженные хрустящей или слоеной корочкой. Другие закуски включают хрустящие, острые жареные оладьи из маланги, называемые accra (akra), банановое pesées и marinade — жареный соленый шарик из теста. В качестве полноценного обеда их можно подавать с griot (жареной свининой), tassot cabrit (жареным козьим мясом) или другим жареным мясом. Эти блюда подаются с острым соусом pikliz, который состоит из капусты, моркови, уксуса, шотландского перца и специй. Жареные еда, известные под общим названием fritaille (fritay), широко продаются на улицах.

### Региональные блюда

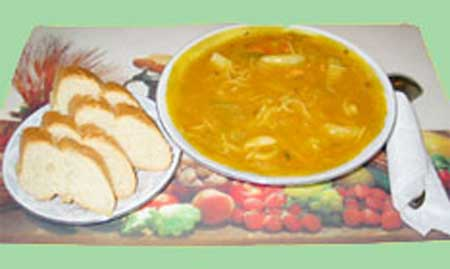
Тарелка супа Joumou и хлеб

Региональные блюда также существуют на всей территории Гаити. В окрестностях Жереми, в департаменте Гранд-Анс, на юго-западной оконечности страны в заливе Гонав, едят блюдо под названием tonmtonm, которое представляет собой приготовленное на пару плод хлебного дерева под названием lam veritab, размельченное в ступе. Tonmtonm проглатывают, не жуя, с использованием соуса из бамии, приготовленного с мясом, рыбой, крабами и пикантными специями. Tonmtonm очень похож на западноафриканское фуфу. Еще одно региональное блюдо, называемое poul ak nwa (poulet aux noix de cajou), представляющее собой курицу с орехами кешью, родом с севера страны, с окрестностей Кап-Аитьена.
Волны миграции также повлияли на гаитянскую кухню. Например, иммигранты из Ливана и Сирии принесли киббех, который вошел в гаитянскую кухню.
Основой вкуса многих гаитянских кулинарий является эпис, комбинированный соус, приготовленный из вареного перца, чеснока и зелени, особенно зелёного лука, тимьяна и петрушки. Он также используется в качестве основной приправы к рису и бобам, а также используется в тушеных блюдах и супах.
Бульонные кубики часто используются гаитянскими поварами, особенно в отношении все более импортируемой марки Maggi.

## Напитки

### Пиво
Пиво — один из нескольких распространенных алкогольных напитков, потребляемых на Гаити, его часто пьют на фестивалях, вечеринках и иногда пьют во время еды. Самая популярная марка пива на Гаити — Prestige, мягкий лагер с легким и свежим, но слегка сладковатым вкусом со смутным, но сильным ароматом, напоминающим несколько сортов пива в американском стиле. Prestige варится в Brasserie Nationale d’Haiti (принадлежит Heineken).

### Ром
Гаити известно во всем мире своим ромом. Самой известной компанией в стране является всемирно известная Rhum Barbancourt; одна из лучших и самых известных экспортных компаний страны по международным стандартам. Это, пожалуй, самый любимый алкогольный напиток в стране. Он уникален тем, что винокурни используют сок сахарного тростника непосредственно вместо патоки, как другие виды рома, поэтому в слово rhum добавляется буква «h», чтобы отличить его. Ром продается примерно в 20 странах и использует процесс дистилляции, аналогичный процессу производства коньяка.

### Клерен
Клерен (гаит. креол. kleren) — это дистиллированный спирт, изготовленный из тростникового сахара, который проходит тот же процесс дистилляции, что и rhum, но менее очищенный и сырой. Его иногда называют белым ромом из-за схожих качеств. На Гаити он считается более дешевым вариантом, чем стандартный ром, и поэтому его потребляют больше. Он также используется в ритуалах Вуду.

### Кремас
Кремас, также пишется Crémasse (гаит. креол. kremas), сладкий и сливочный алкогольный напиток, родом из Гаити. Напиток изготавливается в основном из кокосовых сливок, конденсированного или сгущённого молока с сахаром и рома. Используемый ром обычно темный; однако часто используется и белый ром. Для придания вкуса добавляются различные специи, такие как корица, мускатный орех, анис, а также различные ингредиенты, такие как широко используемый экстракт ванили или изюм. Рецепты варьируются от человека к человеку с некоторыми различиями в ингредиентах. Однако общий вид и вкус остались прежними. Напиток имеет кремообразную консистенцию, похожую на густой молочный коктейль, и варьируется от кремово-белого до бежевого цвета. Это очень популярный напиток, который регулярно подают на светских мероприятиях и во время праздников. Обычно его употребляют вместе с какой-нибудь сладкой выпечкой. Напиток часто подают холодным, однако его можно подавать и при комнатной температуре. В последнее время этот напиток стал продаваться на Гаити, а также в Соединенных Штатах.

### Безалкогольные напитки
Благодаря своему тропическому климату, сок является основным продуктом на Гаити. Соки из многих фруктов обычно производятся и их можно найти повсюду. Пьют сок гуавы, грейпфрута, манго, а также соки многих цитрусовых (апельсин, гранадилла, маракуйя, т.д.). Сок является де-факто напитком из-за его разнообразия вкусов, простоты производства и широкой доступности. Обычно пьют солодовые напитки, которые представляют собой безалкогольные напитки, состоящие из неферментированного ячменя с добавлением патоки для ароматизации. Cola Couronne со вкусом фруктового шампанского, пожалуй, самая популярная газировка на Гаити и в её диаспорах, так как она является основным напитком с 1924 года. Cola Lacaye — это еще одна марка газированных напитков, которая бывает разных вкусов, включая фруктовую колу. В более городских районах страны также употребляют американские напитки, такие как Кока-кола и PepsiCo. Молочные коктейли (или milkchèyk) также пьют регулярно. Сладкий крепкий кофе пьют по всей стране. С 1898 года один из старейших кофейных брендов Café Selecto и более поздний Rebo, предлагают отличные смеси. Гаитянский кофе обладает классическим и насыщенным вкусом шоколадной сладости с мягкими цитрусовыми нотками.

## Десерты
На Гаити едят много видов десертов — от мягких до сладких. Сахарный тростник часто используется при приготовлении этих десертов, однако также часто используется сахарный песок. Одним из очень популярных десертов является колотый лед под названием fresco, который можно быстро взбить. Fresco похожа на итальянский лёд, но состоит в основном из фруктового сиропа. Сироп умеренно густой и очень сладкий. Его часто продают уличные торговцы. Сладкий запах этой конфетоподобной закуски часто привлекает медоносных пчёл; обычное зрелище на улицах. Pain patate (pen patat) — это мягкий сладкий хлеб, приготовленный с использованием корицы, концентрированного молока и сладкого картофеля. Обычно его подают холодным из холодильника, но его можно есть и при комнатной температуре. Akasan — это густой кукурузный молочный коктейль с консистенцией, похожей на labouille (labouyi), разновидность каши из кукурузной муки. Он готовится с использованием многих ингредиентов, что и pain patate, состоящий из концентрированного молока и сахара.

## Список гаитянских блюд, гарниров и других
- Бульон

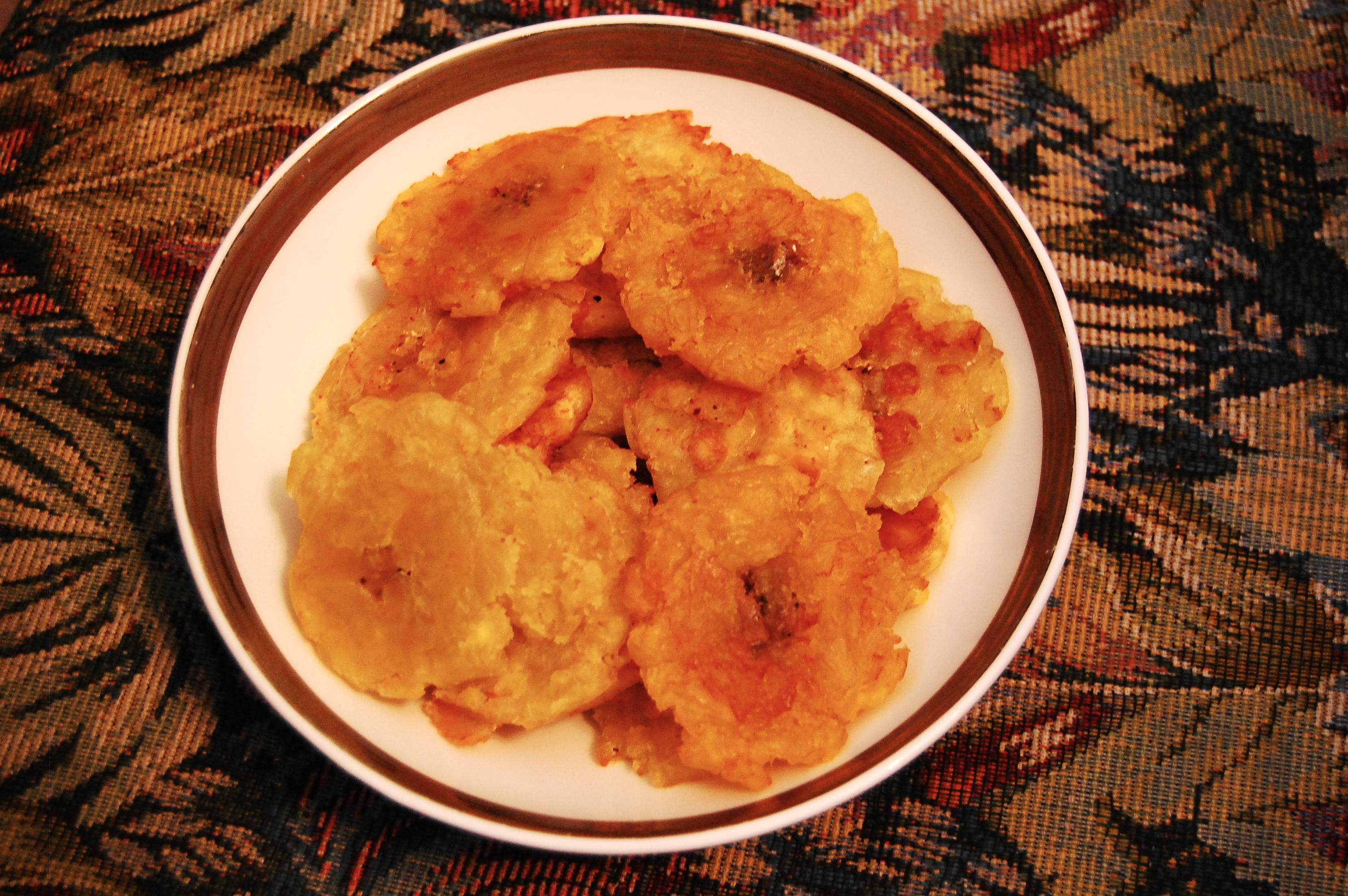
Двойной жареный плантан

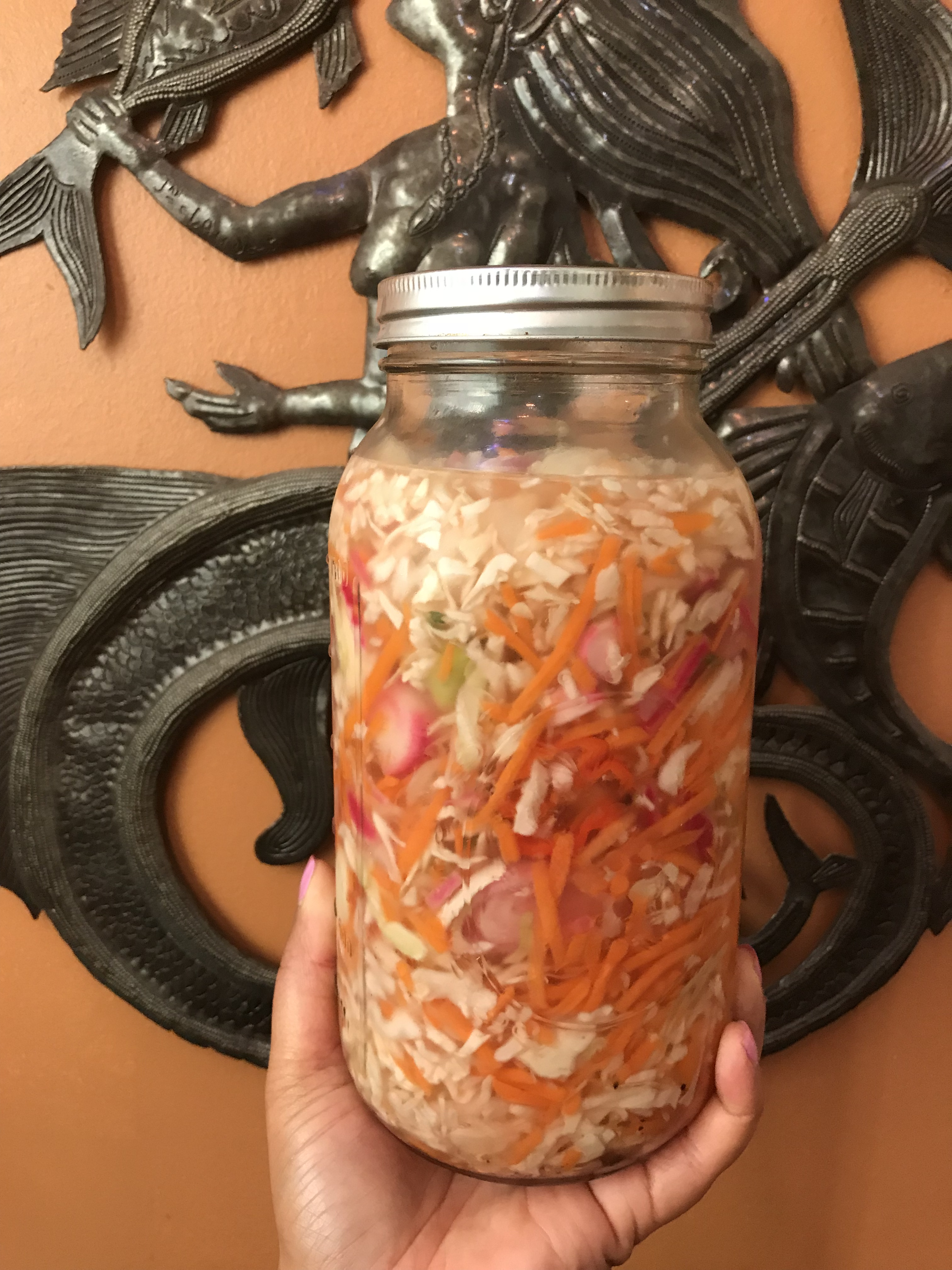
Гаитянские Pikliz

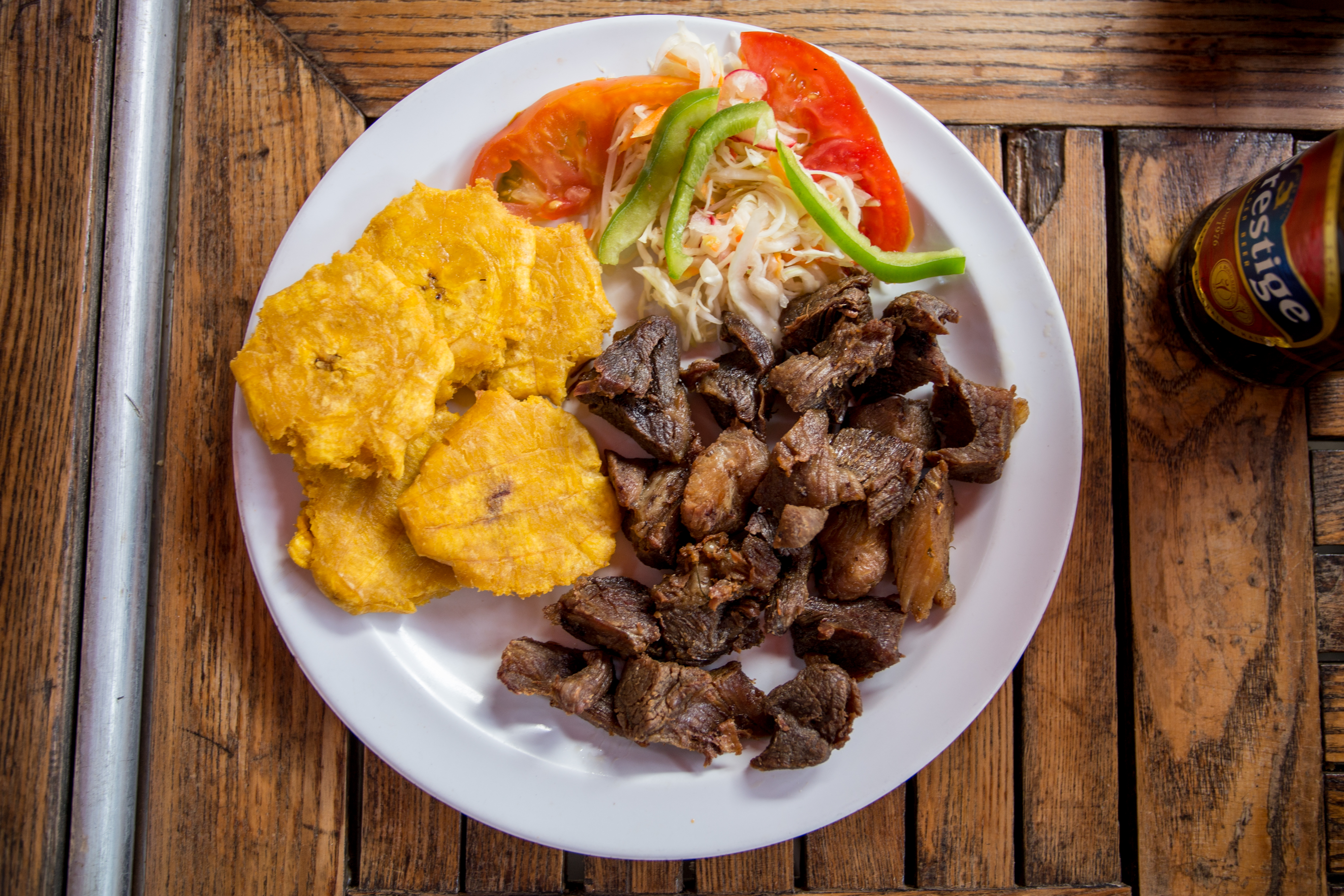
Грио подаётся с жареными бананами и пиклиз

- Cassave или Kasav (лепешки из сушеной обработанной горькой маниоки, иногда приправленной подслащенным кокосом[27].)
- Chocolat des Cayes или Chokola La Kaye (домашнее какао)
- Doukounou (пудинг из кукурузной муки; ни сладкий, ни острый)
- Du riz blanche a sause pois noir или Diri blan ak sos pwa nwa (белый рис и соус из черной фасоли)
- Du riz djon djon или Diri ak djon djon (рис в соусе из черных грибов)
- Du riz a légume или Diri ak legim (рис с бобовыми)
- Du riz a pois или Diri ak pwa (рис и бобы)
- Du riz a pois rouges или Diri ak pwa wouj (рис и красная фасоль)
- Du riz a sauce pois или Diri ak sos pwa (рис с фасолевым соусом)
- Griot (приправленная жареная свинина с зеленым луком и перцем в горьком апельсиновом соусе)[28]
- Macaroni au Gratin (макароны с сыром)
- Marinade
- Pain Haïtien (гаитянский хлеб)
- Pâté Haïtien (Гаитянский patty) — очень популярная пикантная закуска, приготовленная из нежного слоеного теста с начинкой из говяжьего фарша, соленой трески (bacalao), копченой сельди, курицы и фарша из индейки, приправленных специями, для яркого и неповторимого пряного вкуса[29].
- Арахисовое пралине
- Picklese или Pikliz (похожая на сладкую приправу, сделанную из острой маринованной капусты, лука, моркови и шотландского перца)[28]
- Salade de Betteraves (свекольный салат)
- Sauce Ti-Malice или Sos Ti-Malice (острый пикантный соус, который обычно подается с Griot или Cabrit)
- Суп джуму из тыквы
- Tassot et bananes pesées или Taso ak bannann peze (жареная козлятина и жареные бананы)
- Poul an Sòs (курица в креольском соусе)
- Potato Gratine'
- Salad Rus (салат из свеклы, картофеля и яиц)